# Липові
Ли́пові (Tiliaceae) — за системами APG, APG II, APG III частина родини мальвових. До XX століття включно розглядалась як самостійна родина дводольних рослин, зокрема, такий статус липові мають у застарілих системах класифікації рослин, розроблених Тахтаджяном, Кронквістом, Торном. Слід зазначити, що різні дослідники по-різному тлумачили обсяг цього таксона і включали в нього різні рослини (від 35 до 45 родів і від 350 до 700 видів). Єдиною беззаперечною складовою частиною родини Липових є рід Липа, систематичне положення якого ні в кого не викликає сумнівів. У флорі України липові представлені саме цим родом із шістьма видами.

## Опис
Серед липових є дерева (типовий приклад — липа), чагарники (як от неттоа, спарманія, деякі гревії), рідше — напівчагарники або трав'янисті рослини (наприклад, джут, тріумфета). Вегетативні, а інколи й генеративні, органи рослин часто опушені простими — війчастими чи звивистими — або складними зірчастими волосками. Форма листків у різних представників варіює від серцеподібних цілокраїх або зубчастих до лопатевих. Прилистки опадають незабаром після розгортання листків.
Квітки, як правило, зібрані у верхівкові суцвіття, рідше ростуть парами або поодинці. Переважно квітки двостатеві, актиноморфні, з подвійною оцвітиною. Чашолистки і пелюстки найчастіше вільні, біля основи пелюсток зазвичай розташовані залозки. Тичинки численні, вільні або зрослі при основі в пучки. Зрідка п'ять тичинок перетворюються на стамінодії. Пиляки розкриваються порою або уздовж. Гінецей складається з кількох плодолистків з простим стовпчиком та головчастою або лопатевою приймочкою. Зав'язь, як правило, двогнізда, рідше — одногнізда, в кожному гнізді може міститися від одного до кількох насіннєвих зачатків.
Плід — суха або соковита багатогніздна коробочка, яка при достиганні розтріскується і розпадається. У липи насіннєві зачатки недорозвинуті, тому її плоди являють собою однонасінні горішки.

## Екологія та поширення
Серед липових чимало нектародайних рослин, які охоче відвідують найрізноманітніші запилювачі — найчастіше, бджоли, джмелі, мухи, метелики. Крім нектару принадою для них слугують і відносно великі, яскраво забарвлені пелюстки. Насіння поширюється переважно за допомогою вітру (анемохорія) або тварин (зоохорія).
Практично всі представники липових зростають у тропічному поясі планети. Виключення становлять власне липи, поширені у помірних областях Старого й Нового світу. Деякі представники таксона відіграють помітну роль у біоценозах, а липи є лісотвірною породою, оскільки здатні формувати чисті зарості без домішок інших дерев.

## Значення
Усі види лип є постачальниками високоякісного товарного меду. З цією метою їх часто вирощують поблизу пасік. Плоди гревій вживають в їжу, з кулінарною метою використовують молоді листки та пагони Corchorus trilocularis і Triumfetta rhomboidea.
Серед тропічних представників липових є луб'яні культури, зокрема, для виробництва волокна використовують деякі види джуту, парагревій, бревій тощо. Волокна, які видобувають з цих рослин, досить товсті та грубі, вони йдуть на виготовлення найміцнішого полотна (наприклад, брезенту), мішків, канатів, килимів.
Деревним видам липових притаманна м'яка деревина, яку легко обробляти. Задля її видобутку вирощують липи та Luehea divaricata. Деревина Colona codap високо цінується завдяки тому, що її не ушкоджують терміти.
Деякі тропічні Липові мають обмежене лікарське застосування — їх використовують лише у народній медицині. Натомість липи, особливо липа серцелиста, добре відомі своїми лікувальними властивостями і належать до офіцинальних рослин. Квіти використовують як протизапальне і жарознижувальне. Крім того, ця сировина застосовується у парфумерній промисловості та дещо меншою мірою — у харчовій (для ароматизації напоїв).